# 冯素陶
冯素陶（1906年2月8日—2010年4月7日），云南禄丰人，中华人民共和国政治人物。

## 生平

### 民国时期
1920年考入云南省立第一中学。1924年考入南京大学，在上海参加中共外围组织的新云南社。1926年，进入国立中山大学，在广州参加新滇社，任该社总部的总务及组织部门负责人，同年加入中国共产党。1927年冬，参加广州起事。1928年，组织参加中国社会科学家联盟。1933年，任上海"反帝大同盟"秘书长。1935年，在河南开封北仓女中任教。
1937年8月，在上海任“抗战干部训练班”学员队队长。1937年秋，任云南大学及附中教员，并主编《战时知识》。1938年，任中华全国文艺界抗敌协会昆明分会、云南文化界抗敌协会理事会主席。1940年，任昆明文化界宪政联合会理事会召集人，《战时知识》半月刊主编。1942年，在昆明参加中共领导的西南学术研究会和中国农村经济研究会。1944年7月，加入中国民主同盟。1945年，任民盟中央委员、云南省支部常委、组织部长。

### 共和国时期
1949年，随民盟总部回到北京。1950年，任西南军政委员会文教部工作。1953年，任北京农业大学政治经济学教授，同时担任民盟中央文教委员会常务副主任。1957年，任中央社会主义学院副教务长；1958年10月，任民盟山西省委主任委员；1959年，连续担任山西省政协第二、三、四届副主席。1979年11月，任山西省第五、六、七届人大常委会副主任。1988年春，重新加入中国共产党。1995年离休。2010年4月7日，在山西太原逝世，享年105岁。